# Шевчук, Светлана Владимировна
Светла́на Влади́мировна Шевчу́к (укр. Світлана Володимирівна Шевчук; род. 14 марта 1967, Мелитополь, Запорожская область, Украинская ССР, СССР) — украинская писательница (пишет на русском языке).

## Биография
Родилась в семье военного. С 1985 года живёт в Харькове. В 1990 году окончила факультет химического машиностроения  Харьковского политехнического института. Работает в лаборатории физико-химических и коррозионных исследований Харьковского государственного научно-исследовательского и проектного института основной химии (НИОХИМ).
Дебютировала в литературе в 2001 году (публикация в журнале «Натали»). Публиковалась в журналах «Крещатик», «Новая Юность», «©оюз Писателей», альманахе «Стых», антологии украинской женской литературы «Жіночий погляд» («Женский взгляд», 2009). Автор повести «Аббата во сне видеть» (2008), популярных научно-художественных биографий «Николай Бердяев», «Сергей Королёв» (обе — 2009), «Леонардо да Винчи» (2010), литературно-биографических очерков о Пеламе Гренвилле Вудхаусе и Джейн Остин.
Финалист международного литературного конкурса Open Eurasian Literature Festival & Book Forum (2016).